# Merle Armitage
Merle Armitage (Iowa, 1893 – Yucca Valley, 15 marzo 1975) è stato uno scrittore, scenografo e manager statunitense.Conosciuto inizialmente come impresario teatrale, ha avuto una carriera poliedrica; disegnatore di successo, ha dato un'impronta personale e moderna all'editoria.

## Biografia
Ha iniziato l’attività di scenografo teatrale a New York. Successivamente, è stato il tour manager per la Scotti Grand Opera Company, la Russian Grand Opera Company e la Beggars Opera ed è stato fra i fondatori della Los Angeles Grand Opera Association nel 1924, di cui è stato impresario fino al 1930. 
Ha gestito l'Auditorium della Filarmonica di Los Angeles dal 1933 al 1939 e dal 1933 al 1934 è stato presidente regionale del Public Works of Art Project della California meridionale.
Negli anni Quaranta, la The Cowles Publishing Company lo ha chiamato per creare un nuovo progetto grafico della sua rivista di punta, Look, della quale è stato il primo direttore artistico. Presidente dell'American Institute of Graphic Arts, ha scritto libri sulla pittura e ha curato cataloghi e mostre d’arte, comprese quelle della sua vasta collezione privata.
Le sue opere sono state tradotte in italiano, francese, tedesco, polacco e giapponese.

## Opere (selezione)
- Warren Newcombe, E. Weyhe, 1932
- Rockwell Kent, A.A. Knopf, 1932
- Elise: By Merle Armitage; an Article by Louis Danz; and a Portrait by Beatrice Wood, E. Weyhe, 1934
- Millard Sheets, Arthur Millier e Merle Armitage, Millard Sheets, Dalzell Hatfield, 1935
- Post-caviar: Barnstorming with Russian Grand Opera, Longmans, Green & Company, 1939
- So Called Abstract Art, E. Weyhe, 1939
- Accent on America, E. Weyhe, 1944
- "Fit for a King": The Merle Armitage Book of Food, Duell, Sloan and Pearce, 1949
- Stella Dysart of Ambrosia Lake, Duell, Sloan and Pearce, 1959
- Success is No Accident: The Biography of William Paul Whitsett, Manzanita Press, 1959, ristampa Literary Licensing, LLC, 2011-10, ISBN 978-1-258-20251-4.
- Pagans, Conquistadores, Heroes, and Martyrs, Academy Guild Press, 1964
- Accent on Life, Iowa State University Press, 1964, ISBN 978-0-8138-0007-3
- Merle Armitage e John Martin, Martha Graham, Dance Horizons, 1966
- Dance Memoranda, Books for Libraries Press, 1969, ISBN 978-0-8369-0001-9  ristampa Creative Media Partners, LLC, 10 settembre 2021, ISBN 978-1-01-510033-6
- George Gershwin, Man and Legend, Books for Libraries Press, 1970, ISBN 978-0-8369-8016-5

## Vita privata
Si è sposato quattro volte ed ha avuto una figlia, Chama.